# لژسواری
لژسواری (به انگلیسی: Luge) ورزشی زمستانی است که به وسیله یک سورتمه یک نفره یا دونفره انجام می‌شود. لژسوار به پشت بر روی سورتمه خود قرار می‌گیرد و سنگینی خود را به عقب متمایل می‌سازد. در سورتمه استفاده شده در این ورزش هیچ‌گونه ترمز یا وسیله‌ای ویژه برای هدایت آن وجود ندارد و لژسوار به‌وسیله دو قطعه فولادی که در زیر کفش‌های او قرار می‌گیرند برای هدایت سورتمه یا ترمز کردن استفاده می‌کند. وزن سورتمه‌های یک‌نفره در این ورزش ۲۱–۲۵ کیلوگرم و وزن سورتمه‌های دونفره ۲۵–۳۰ کیلوگرم می‌باشد. این ورزش مانند بابسلد و اسکلتون در یک پیست مارپیچ که معمولاً ۱۰۰۰ متر طول و ۱۲ پیچ دارد برگزار می‌شود. سرعت سورتمه در این ورزش حتی به ۱۴۰ کیلومتر در ساعت می‌رسد که آن را جذاب و خطرناک می‌سازد. مسابقات این ورزش از سال ۱۹۶۴ در بازی‌های المپیک زمستانی برگزار می‌شود.

## نگارخانه

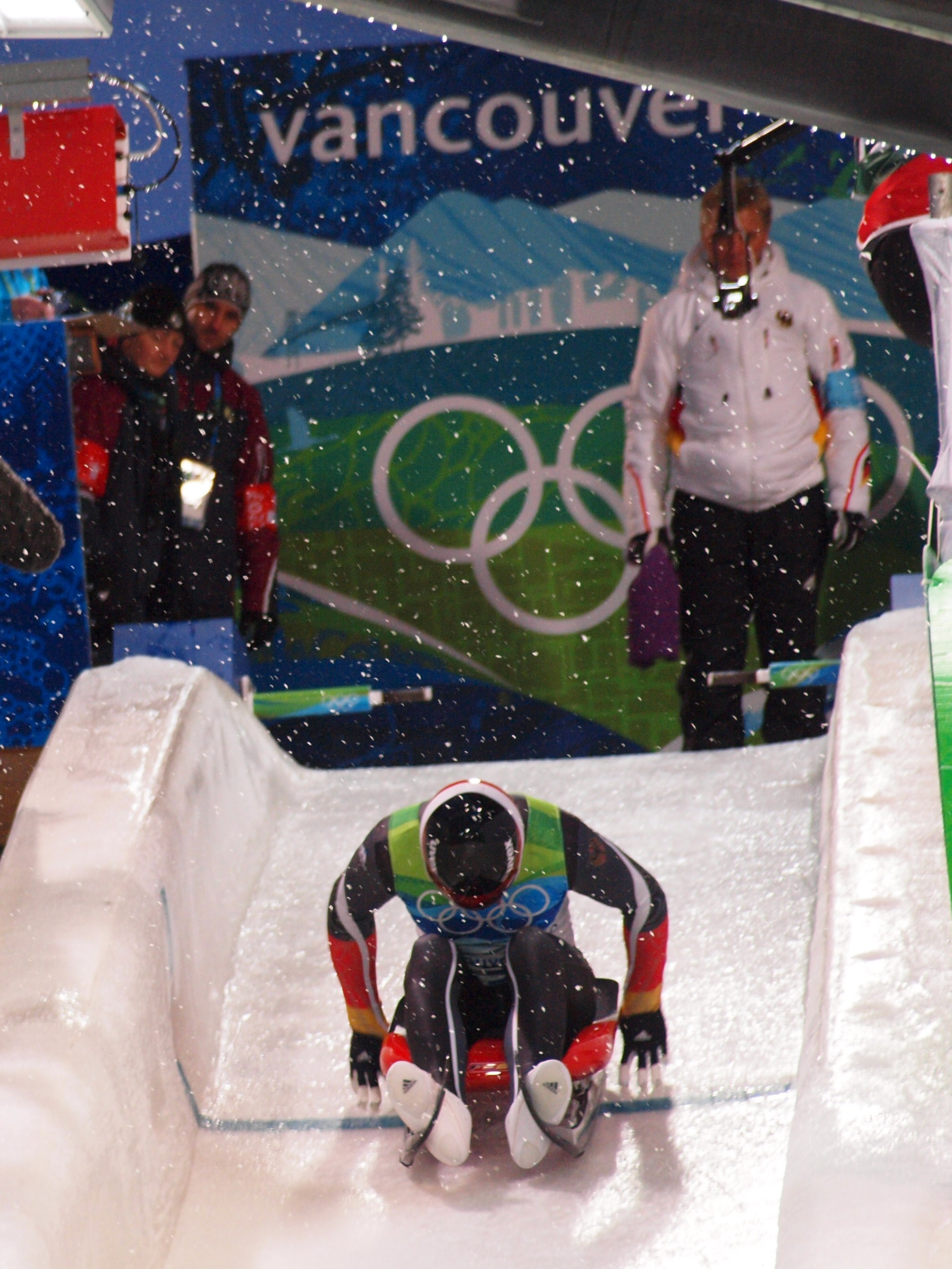
لژسوار آلمانی در المپیک زمستانی ونکوور